# Стадион Магаљенс Песоа
Стадион Магаљенс Песоа (порт. Estádio Dr. Magalhães Pessoa) је фудбалски стадион у Леирији у Португалији, изграђен као место одржавања финала УЕФА Еура 2004. одржаног у Португалији. То је дом за португалијски фудбалски клуб Леирије, „Униао де Леириа”. Стадион је дизајнирао Томас Тавеира 2003. године. Стадион има седишта различитих боја, као и атлетску стазу и има капацитет од 24.000 (22.000 за седење). Стадион је такође био домаћин Супертаче Кандидо де Оливеира (Суперкуп Португалије) 2006. и 2007. године и финала лига купа Таче да Лиге (Купа Португалије) 2009, 2021, 2022. и 2023. године.

## Европско првенство 2004.
Стадион је био домаћин две утакмице групне фазе Европског првенства 2004.
| Датум         | Екипа #1   | Резултат | Екипа #2  | Фаза    | Гледалаца |
| ------------- | ---------- | -------- | --------- | ------- | --------- |
| 13. јун 2004. | Швајцарска | 0 : 0    | Хрватска  | Група Б | 24.090    |
| 17. јун 2004. | Хрватска   | 2 : 2    | Француска | Група Б | 29.160    |

### Фудбалска репрезентација Португалије
Следеће утакмице репрезентација су одржане на стадиону
| #  | Датум              | Резултат | Противник          | Такмичење                 |
| -- | ------------------ | -------- | ------------------ | ------------------------- |
| 1. | 19. новембар 2003. | 8 : 0    | Кувајт             | Пријатељска               |
| 2. | 8. септембар 2004. | 4 : 0    | Естонија           | Квалификације за СП 2006. |
| 3. | 17. новембар 2007. | 1 : 0    | Јерменија          | Квалификације за ЕП 2008. |
| 4. | 26. март 2011.     | 1 : 1    | Чиле               | Пријатељска               |
| 5. | 26. мај 2012.      | 0 : 0    | Северна Македонија | Пријатељска               |
| 6. | 5. март 2014.      | 5 : 1    | Камерун            | Пријатељска               |
| 7. | 25. март 2016.     | 0 : 1    | Бугарска           | Пријатељска               |
| 8. | 29. март 2016.     | 2 : 1    | Белгија            | Пријатељска               |
| 9. | 14. новембар 2017. | 1 : 1    | Сједињене Државе   | Пријатељска               |